# Brachoua
Brachoua (franska: Brachoua (CR), Brachoua (Commune Rurale), arabiska: خميس سيدي يحيى) är en kommun i Marocko.   Den ligger i provinsen Khémisset och regionen Rabat-Salé-Kénitra, i den norra delen av landet, 40 km sydost om huvudstaden Rabat. Antalet invånare är 12 371.